# Acyloxyradikale
Acyloxyradikale, auch Acyloxy-Radikale sind in der organischen Chemie reaktive Intermediate, die sich von Diacylperoxiden (R = Alkyl, Aryl; konkretes Beispiel: Diacetylperoxid R = CH3) ableiten. Beim Erhitzen oder der Photolyse von Diacylperoxiden entstehen Acyloxyradikale. In der radikalischen Polymerisation – einer in der Großtechnik führenden Technologie – zur Herstellung von Kunststoffen (Polyethylen, Polystyrol, Polyacrylnitril, Polyvinylchlorid usw.), spielen aus Diacylperoxiden erzeugte Acyloxyradikale in der Startreaktion eine wichtige Rolle:
Aus Folgereaktionen des Zerfalls von Acyloxyradikalen können sich neben Kohlendioxid durch Rekombination der Radikale auch Ester und Kohlenwasserstoffe bilden. Im folgenden Reaktionsschema ist die Bildung der Radikale R· durch Decarboxylierung und die Dimerisierung von R· zu R–R dargestellt: